# Rotwachsfreiheit
Die Rotwachsfreiheit (lat. ius cerae rubeae) war ein im Heiligen Römischen Reich seit etwa Ende des 14. Jahrhunderts vom Kaiser oder König verliehenes Privileg, das sogenannte „Rotsiegelprivileg“. Es beinhaltete das Recht, alle Siegelungen mit rotem Siegelwachs durchzuführen.

## Ursprüngliche Regelung
Der traditionellen Regel nach siegelten 
- Kaiser, Könige, Kardinäle und staatsrechtlich „Souveräne“ mit rotem Wachs,
- geistliche Stifte und Klöster mit grünem Wachs,
- Freie Reichsstädte mit weißem Wachs,
- der Patriarch von Jerusalem und die Großmeister der geistlichen Ritterorden mit schwarzem Wachs.

## Spätere Ausweitung des Privilegs
Die Rotwachsfreiheit, die ursprünglich staatsrechtlich „Souveränen“ vorbehalten war, verlor jedoch, wie nachstehende Beispiele, zeigen, allmählich ihre Exklusivität. 
Bereits 1467 war dieses Privileg offensichtlich nicht mehr auf „Souveräne“ beschränkt, sondern wurde nur noch als Vorrecht der Mitglieder des Herrenstandes gesehen. In diesem Jahr verlieh Kaiser Friedrich III. seinem  österreichischen Untertanen, dem kaiserlichen Rat und Landeshauptmann in Österreich ob der Enns (Oberösterreich), Johann von Starhemberg (* 1412, † 1474), und gleichzeitig auch dessen Bruder Ulrich dem Älteren von Starhemberg († 1477), kaiserlicher Rat, Hauptmann und Pfleger zu Freistadt in Oberösterreich, sowie dessen Neffen, Kaspar von Starhemberg auf Sprinzenstein, Tegernbach und Grieskirchen, und dessen Vetter, Rüdiger dem Älteren von Starhemberg, das Privileg der Rotwachsfreiheit, wodurch diese in den oberösterreichischen Herrenstand aufstiegen.
Einige Zeit später wurde auch die Beschränkung der Rotwachsfreiheit auf Mitglieder des Herrenstandes aufgegeben. So erhielt 1518 Georg von Tannberg († 23. September 1576) gemeinsam mit seinem jüngeren Bruder Burghard von Tannberg auf Aurolzmünster und Offenberg, Pfleger zu Gross-Enzersdorf (* ca. 1560), die kaiserliche Erlaubnis, mit rotem Wachs zu siegeln. Ersterer stieg trotzdem erst viel später, am 12. Juni 1572, in den Herrenstand auf, als er zum Reichsfreiherren von Tannberg erhoben wurde. Sein jüngerer Bruder hingegen verstarb noch im einfachen Adelsstand, und erst dessen Sohn David von Tannberg stieg am 12. Juni 1572 gemeinsam mit seinem Onkel in den Reichsfreiherrnstand auf.
Zählten die von Starhemberg und die von Tannberg zum schlossgesessenen Uradel Oberösterreichs, so zeigt sich die Ausweitung des Privilegs der Rotwachsfreiheit z. B. darin, dass dieses Privileg 1594 gleichzeitig mit einer Bestätigung des rittermäßigen Adels und einer Wappenbesserung dem Johann Christoph Fugger († 1612), dem letzten prominenten Vertreter aus  der Linie der Fugger vom Reh, verliehen wurde.

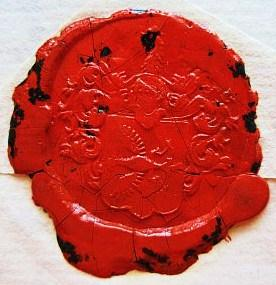
Rotes Siegel mit Familienwappen der Roeder von Diersburg (1797)

Spätestens am 18. Oktober 1668 ging Kaiser  Leopold I. noch einen Schritt weiter, indem er in seiner Eigenschaft als König von Böhmen dieses Privileg dem Hauptmann der Herrschaften Friedland (heute Frýdlant v Čechách in Tschechien) und Reichenberg (heute Liberec in Tschechien), Gideon Ehrlich von Ehrnfeldt († 1670), gleichzeitig mit der Erhebung in den einfachen böhmischen Adelsstand verlieh.
Die Verleihung des Privilegs der Rotwachsfreiheit wurde somit ständig erweitert, sodass ab dem 17. Jahrhundert Kaiser, Könige und andere Souveräne, aber auch neu geadelte Kleinadelige wie die Familie Ehrlich von Ehrnfeldt ihre Dokumente mit dem gleichen roten Wachs siegeln konnten.